# Parafia św. Marcina w Piątku Wielkim
Parafia Świętego Marcina w Piątku Wielkim – parafia rzymskokatolicka, znajdująca się w diecezji kaliskiej, w dekanacie Stawiszyn.